# Robert Hutton
Robert Hutton, pseudonimo di Robert Bruce Winne (Kingston, 11 giugno 1920 – Kingston, 7 agosto 1994), è stato un attore statunitense.

## Biografia
Robert Hutton crebbe nella contea di Ulster, nello stato di New York, e frequentò la Blair Academy, un istituto scolastico superiore a Blairstown, nel New Jersey. Mosse i primi passi recitando al Woodstock Playhouse di Woodstock (New York), dove successivamente avrebbe sempre lavorato come attore e regista di spettacoli teatrali.
Fece il suo debutto cinematografico nel 1943 nel film bellico Destinazione Tokio, accanto a Cary Grant, ed è principalmente ricordato per il ruolo di protagonista del film Ho baciato una stella (1944), in cui impersona il giovane militare Slim Green, un soldato che trascorre una giornata nel club Hollywood Canteen, frequentato dai più noti divi dello spettacolo, e si innamora di un'attrice del cinema.
Nel dopoguerra, Hutton continuò con discreto successo la carriera cinematografica, comparendo in film dei più svariati generi, come il dramma bellico Corea in fiamme (1951), il western L'assalto delle frecce rosse (1951), i fantascientifici Il colosso di New York (1957) e Assalto dallo spazio (1959). Durante gli anni sessanta si trasferì per un certo periodo in Inghilterra, dove lavorò come sceneggiatore e regista, e come attore in alcuni film horror. Tra le sue ultime apparizioni, da ricordare quella nel ruolo del boss Frank Rocco nell'episodio Cinque miglia a mezzanotte, della serie Attenti a quei due (1971).

## Filmografia parziale

### Cinema
- L'ostaggio (Northern Pursuit), regia di Raoul Walsh (1943)
- Destinazione Tokio (Destination Tokyo), regia di Delmer Daves (1943)
- Janie, regia di Michael Curtiz (1944)
- Ho baciato una stella (Hollywood Canteen), regia di Delmer Daves (1944)
- Too Young to Know, regia di Frederick de Cordova (1945)
- Prigionieri del destino (Time Out of Mind), regia di Robert Siodmak (1947)
- Allarme polizia! (Smart Girls Don't Talk), regia di Richard L. Bare (1948)
- I fratelli di Jess il bandito (The Younger Brothers), regia di Edwin L. Marin (1949)
- E col bambino fanno tre (And Baby Makes Three), regia di Henry Levin (1949)
- L'uomo della Torre Eiffel (The Man on the Eiffel Tower), regia di Burgess Meredith (1949)
- Corea in fiamme (The Steel Helmet), regia di Samuel Fuller (1951)
- La roccia di fuoco (New Mexico), regia di Irving Reis (1951)
- L'assalto delle frecce rosse (Slaughter Trail), regia di Irving Allen (1951)
- La gang (The Racket), regia di John Cromwell (1951)
- La grande notte di Casanova (Casanova's Big Night), regia di Norman Z. McLeod (1954)
- The Big Bluff, regia di W. Lee Wilder (1955)
- Confidential: anonima scandali (Scandal Incorporated), regia di Edward Mann (1956)
- Yaqui Drums, regia di Jean Yarbrough (1956)
- La vera storia di Lucky Welsh (Showdown at Boot Hill), regia di Gene Fowler Jr. (1958)
- Il colosso di New York (The Colossus of New York), regia di Eugène Lourié (1958)
- Assalto dallo spazio (Invisible Invaders), regia di Edward L. Cahn (1959)
- Cominciò con un bacio (It Started with a Kiss), regia di George Marshall (1959)
- Il Cenerentolo (Cinderfella), regia di Frank Tashlin (1960)
- Vai avanti... dottore! (Doctor in Clover), regia di Ralph Thomas (1966)
- L'avvoltoio (The Vulture), regia di Lawrence Huntington (1967)
- La morte scarlatta viene dallo spazio (They Came from Beyond Space), regia di Freddie Francis (1967)
- Agente 007 - Si vive solo due volte (You Only Live Twice), regia di Lewis Gilbert (1967)
- Il giardino delle torture (Torture Garden), regia di Freddie Francis (1967)
- Satana in corpo (Cry of the Banshee), regia di Gordon Hessler (1970)
- Il terrore di Londra (Trog), regia di Freddie Francis (1970)
- Racconti dalla tomba (Tales from the Crypt), regia di Freddie Francis (1972)

### Televisione
- Schlitz Playhouse of Stars – serie TV, 1 episodio (1952)
- Fireside Theatre – serie TV, 3 episodi (1952-1954)
- The George Burns and Gracie Allen Show – serie TV, 1 episodio (1954)
- General Electric Theater – serie TV, episodio 3x02 (1954)
- TV Reader's Digest – serie TV, episodi 1x19-2x33 (1955-1956)
- The Millionaire – serie TV, 1 episodio (1955)
- The Whistler – serie TV, episodi 1x25-1x32 (1955)
- The Ford Television Theatre – serie TV, 1 episodio (1956)
- Crossroads – serie TV, episodi 1x10-2x36 (1955-1957)
- The Lineup – serie TV, 1 episodio (1957)
- Wire Service – serie TV, episodio 1x32 (1957)
- Panico (Panic!) – serie TV, episodio 1x14 (1957)
- The Rebel – serie TV, 2 episodi (1959-1960)
- Not for Hire – serie TV, episodio 1x15 (1960)
- Hawaiian Eye – serie TV, episodio 2x18 (1961)
- Indirizzo permanente (77 Sunset Strip) – serie TV, episodio 3x32 (1961)
- Il Santo (The Saint) – serie TV, 3 episodi (1965-1968)
- Agente segreto (Man in a Suitcase) – serie TV, 1 episodio (1968)
- Attenti a quei due (The Persuaders!) – serie TV, episodio 1x17 (1972)
- QB VII – miniserie TV, 1 episodio (1974)

## Doppiatori italiani
- Giuseppe Rinaldi in Il colosso di New York, Il Cenerentolo
- Gianfranco Bellini in La gang
- Pino Locchi in Assalto dallo spazio
- Giorgio Piazza in La morte scarlatta viene dallo spazio
- Giorgio Locuratolo in La grande notte di Casanova (ridoppiaggio)